# الخروج من الجنة (مسرحية)
الخروج من الجنة هي مسرحية من تأليف توفيق الحكيم، أخرجها في مطلع الستينيات من القرن العشرين، المخرج المسرحي السوري رفيق الصبان، وعُرضَت في دمشق. 
وقد تحوَّلت أيضًا إلى فلم بنفس العنوان «فلم الخروج من الجنة» عُرض في سنة 1967، وهو من بطولة فريد الأطرش وهند رستم.